# Audrey Whitby
Audrey Grey Whitby (Murfreesboro, 10 aprile 1996) è un'attrice e comica statunitense.
È conosciuta per le sue numerose apparizioni su AwesomenessTV, e per i suoi ruoli ricorrenti come Audrey Vale nella serie TV Sonny tra le stelle con una serie di spin-off comica So Random! e come Cherry nella serie TV I Thunderman.

## Biografia
Nata a Murfreesboro, Tennessee, e cresciuta a Granger, nell'Indiana, ha iniziato a recitare quando aveva sei anni nel teatro comunitario e ha iniziato a fare audizioni a Chicago quando aveva otto anni. Whitby si è trasferita a Los Angeles quando aveva tredici anni e ha iniziato a lavorare su spettacoli per Disney e Nickelodeon insieme a diversi spot nazionali.
Quando Donald Trump vinse le elezioni presidenziali degli Stati Uniti, Whitby fu scontenta del fatto che Hillary Clinton perse e si unì a una protesta anti-Trump che portò lei e le persone coinvolte a essere arrestate dagli agenti di polizia in tenuta antisommossa. In seguito ne ha parlato su Instagram.

## Filmografia

### Cinema
- Zoey 102, regia di Nancy Hower (2023)
- I Thunderman - Il ritorno, regia di Trevor Kirschner (2024)

### Televisione
- So Random! – serie TV, 18 episodi (2011-2012)
- Austin & Ally – serie TV, episodio 1x05 (2012)
- Dog with a Blog – serie TV, episodi 1x01 e 1x08 (2012-2013)
- AwesomenessTV – sketch comedy (2013-2014)
- I Thunderman (The Thundermans) – serie TV, 43 episodi (2013-2018)
- Liv e Maddie – serie TV, 4 episodi (2015-2016)
- Uno scambio fatale (Accidental Switch), regia di Fred Olen Ray – film TV (2016)
- Nicky, Ricky, Dicky & Dawn – serie TV, episodio 3x16 (2017)
- Fam – serie TV, episodio 1x11 (2019)

## Doppiatrici italiane
Nelle versioni in italiano delle opere in cui ha recitato, Audrey Whitby è stata doppiata da:
- Roisin Nicosia in So Random!, Liv e Maddie
- Benedetta Ponticelli ne I Thunderman
- Katia Sorrentino ne I Thunderman - Il ritorno